# 第三次汨羅江渡河戰鬥
汨羅江渡河戰鬥發生於1926年8月1－19日，地點則是在中國湘東北一帶，是國民革命軍北伐戰爭的戰鬥之一。汨羅江渡河戰鬥的交戰雙方，一方為國民革命軍，另一方為葉開鑫部。

## 參看
- 中華民國北洋政府時期內戰戰鬥列表